# Hrunamannahreppur
Hrunamannahreppur is een gemeente in het midden van IJsland in de regio Suðurland. Het heeft 786 inwoners en een oppervlakte van 1.205 km². De grootste plaats in de gemeente is Flúðir.
Vestmannaeyjabær · Árborg · Mýrdalshreppur · Skaftárhreppur · Ásahreppur · Rangárþing eystra · Rangárþing ytra · Hrunamannahreppur · Hveragerðisbær · Ölfus · Grímsnes- og Grafningshreppur · Skeiða- og Gnúpverjahreppur · Bláskógabyggð · Flóahreppur